# كاذي مضلل
كاذي مضلل (الاسم العلمي:Pandanus decipiens) هو نوع من النباتات يتبع جنس الكاذي من الفصيلة الكاذية.